# Zoran Kostić
Zoran Kostić poznatiji kao Cane (17. kolovoza 1964. u Beogradu) srpski je i jugoslavenski rock glazbenik, najpoznatiji kao pjevač i frontman sastava Partibrejkers. Pjevačku karijeru je započeo u grupi Urbana gerila. Kasnije postaje frontman sastava Radnička kontrola s kojom zadnji put nastupa u listopadu 1981. u Ljubljani kao predgrupa sastava Šarlo akrobata na njihovom zadnjem koncertu. Godinu dana kasnije, u kolovozu 1982., osniva sastav Partibrejkers.

## Vanjske poveznice
- Intervjui s Canetom na službenim stranicama sastava Partibrejkers  Arhivirana inačica izvorne stranice od 12. ožujka 2021. (Wayback Machine)
- Nije došlo do očekivane demokratije („Politika“, 13. veljače 2012.)
- Najlepše pesme nikad ne budu snimljene („Politika“, 11. studenoga 2012)
- Glavu nosiš na ramenima, ili je stavljaš pred noge kretenima („Večernje novosti“, 16. listopada 2013.)